# U.S. Route 99
U.S. Route 99 var den nord-sydliga huvudvägen på västkusten i USA fram till 1964. Den gick från Calexico i Kalifornien vid gränsen mellan USA och Mexiko till Blaine i Washington vid den amerikanska gränsen mot Kanada. Den ersattes senare av Interstate 5. Den brukade också kallas "Golden State Highway" och "Kaliforniens huvudgata".